# Baronnie
Pour les articles ayant des titres homophones, voir Baroni et Baronnies.

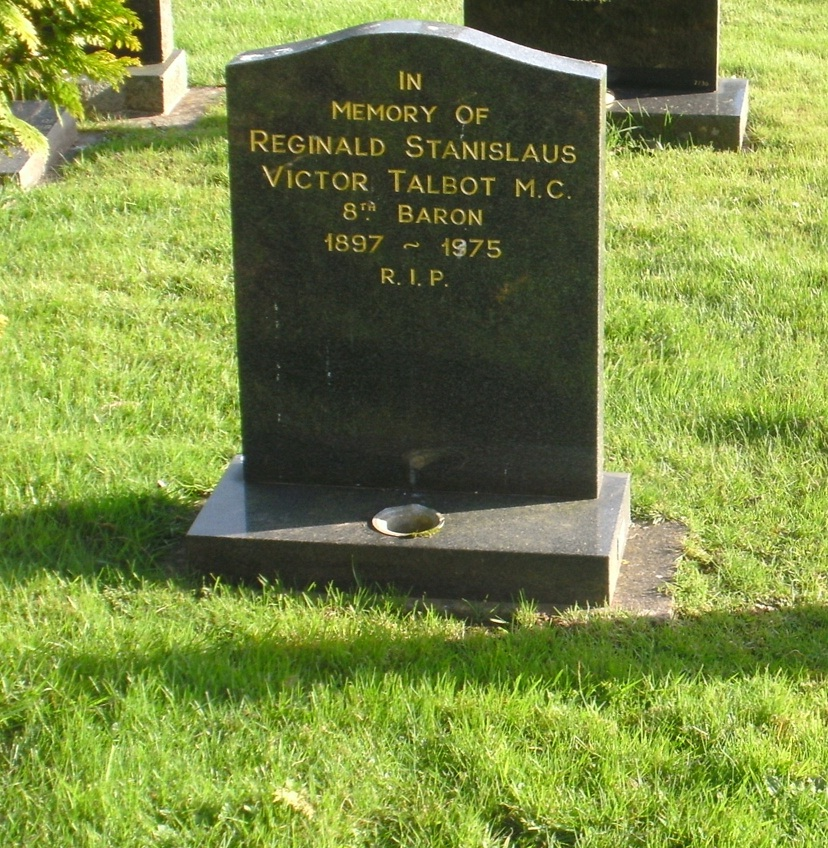
La tombe du baron Reginald Stanislaus Victor Talbot, mort en 1975.

Une baronnie est en premier lieu le titre du fief d'un baron.

## Titre d'un fief ou type de seigneurie
On désignait à l'origine (à partir du Xe siècle) par barons l'ensemble des seigneurs tenant leurs fiefs d'un roi ou de grands princes féodaux tels le duc de Normandie en France, le duc d'York en Angleterre ou le comte de Flandre (France, Belgique). D'où l'expression encore usitée de « grands barons » pour désigner des hommes politiques influents ou des décideurs économiques de haut rang.
Toujours employé au pluriel, il n'existait pas, avant le XIVe siècle, de « baron » portant ce titre en particulier. On lui préférait dans l'usage les titres de « seigneur de... » ou « sire de... » (traduit par le latin dominus). Au féminin, on disait « dame de... » (domina) pour désigner la détentrice d'une baronnie. Les sires et dames de Bourbon possédaient une importante baronnie devenue en 1317 le duché de Bourbon.

## En France
Comme un baron désigne usuellement les seigneurs qui, au Moyen Âge, relevaient directement du roi, on désigne souvent à partir de la fin du XVIIe siècle comme baronnie des fiefs dont les titulaires ont porté leur hommage dans les mains du roi ou de son représentant.
C'est souvent par abus de langage, et très tardivement (fin XVIIIe siècle et XIXe siècle), qu'on utilise le terme de baronnie pour désigner des fiefs qui, au sud de la Loire, ne portent jamais d'autre titre que celui de châtellenie, désignant par là des fiefs qui relèvent directement du comte ou du vicomte, et dont ressortissent plusieurs autres fiefs.
Les terres de barons ont porté dès le XIe siècle le titre de baronnie. Ces baronnies formaient une sorte de premier degré de subdivision féodale des duchés et des comtés. Lors de la constitution de la hiérarchie féodale militaire s'appuyant sur le morcellement des fiefs et des pouvoirs régaliens, la création vers l'an Mil des baronnies a constitué une étape importante. Dans les principautés féodales (duchés, comtés, marches), les plus importants seigneurs (ou barons) se sont à leur tour constitués une clientèle féodale de petits seigneurs locaux.  Le Livre de Jost cite : « Duc est la première dignité, et puis comte, et puis vicomte, et puis baron, et puis châtelain, et puis vavasseur, et puis citaen [citadin], et puis vilain ».
Un château (tour forte, avec motte et basse-cour) était généralement le siège d'une baronnie. Dans le duché de France (Domaine royal), baronnie est synonyme de châtellenie. 
En France, les baronnies étaient de deux types : la plupart étaient tenues par des membres de l'aristocratie féodale ; mais un petit nombre appartenait à des évêques ou des abbés en propre, à cause de leur fonction ecclésiale. 
La plupart des baronnies ou châtellenies françaises étaient des ressorts de haute justice.
En Normandie, les plus importantes baronnies devaient fournir 10 chevaliers pour l'ost du duc, ou parfois 5 seulement. C'étaient d'importants fiefs tenus directement du duc, mais leur territoire était volontairement dispersé : un noyau constitué d'un château, un domaine, parfois une forêt, et une trentaine ou quarantaine de fiefs vassaux éparpillés à distance. 
Avec l'inflation des titres nobiliaires sous l'ancien Régime, le titre de baron a souvent été remplacé par celui de comte ou de marquis. Les grands fiefs constitués par des petits seigneurs locaux ont souvent été érigés en baronnies au XVIe siècle ou au XVIIe siècle. Les baronnies, regroupées par héritage, ont été quant à elles érigées dès le XVIe siècle en comtés, marquisats et parfois duchés.

## Circonscription féodale administrative
En Espagne, il existait deux types de baronnies : les anciennes juridictions féodales, supprimées au XIXe siècle et les titres accordés par les souverains depuis le XVIe siècle, titres qui n'avaient pas d'assise féodale.

## Autres sens métaphoriques
- On qualifie parfois de Baronnie les systèmes électoraux locaux durablement dominés par une personnalité politique (le « baron »).
- Les géographes (ex : Sylvie Duvillard) et sociologues appellent aussi parfois métaphoriquement baronnie les processus de territorialisation (électorale, socio-économique) de certaines zones rurales ou montagnardes, qui se fait à la marge des processus classiques de métropolisation, par exemple autour de ressources foncières, périurbanisation spéculative plutôt que de ressources industrielles ou de service)[1]